# Paul Chevalier
Ne doit pas être confondu avec Chevalier Paul.
Paul Louis Jean Chevalier, né le 29 août 1896 à Marolles-les-Braults et mort le 4 mars 1976 au Mans, est un prélat français du XXe siècle, évêque du Mans de 1959 à 1971.

## Biographie
Fils de Paul Chevalier, médecin et maire de Marolles-les-Braults de 1907 à 1947, et de son épouse Marie Chassais, il entreprend ses études au collège Sainte-Croix du Mans avant d'entrer au grand séminaire de cette même ville. Ordonné prêtre pour le diocèse du Mans le 10 juin 1922, il part étudier le droit canonique à Rome, devenant vicaire à la paroisse Saint-Thomas de La Flèche à son retour, de 1926 à 1927.
Nommé professeur de droit canonique et de liturgie, économe du grand séminaire, il devient secrétaire général de l'évêché en 1935 avant que d'être choisi comme vicaire général par le cardinal Grente en 1948.
Promu évêque auxiliaire du Mans en 1951 puis coadjuteur en 1957, il en devient l'ordinaire à la mort du cardinal Grente le 4 mai 1959. Évêque conciliaire, il est particulièrement soucieux de la formation du clergé et très attaché à la question de l'enseignement catholique. Il est également sensible à l'évangélisation du monde ouvrier et son épiscopat est marqué par l'édification de nouveaux lieux de culte. Doté dès 1965 d'un auxiliaire puis coadjuteur en la personne de Bernard Alix, il démissionne en 1971, devenant évêque émérite du Mans jusqu'à son décès intervenu le 4 mars 1976 en cette ville.